# ويليام بريفارد هاند
ويليام بريفارد هاند (بالإنجليزية: William Brevard Hand)‏ هو محامي وقاضي أمريكي، ولد في 18 يناير 1924 في موبيل في الولايات المتحدة، وتوفي بنفس المكان في 6 سبتمبر 2008.